# Wayang Kulit
Il Wayang Kulit è il tradizionale teatro delle ombre giavanese. È una delle forme di spettacolo del Wayang, parola che in lingua indonesiana indica genericamente le forme teatrali che appartengono al teatro di figura. Il termine wayang deriva infatti a sua volta da bayang, che vuol dire ombra. Era diffuso a Giava, come a Bali, già dal X secolo.
Il 7 novembre 2003 il Wayang Kulit è stato proclamato dall'UNESCO parte del Patrimonio orale e immateriale dell'umanità.

## Modalità di rappresentazione

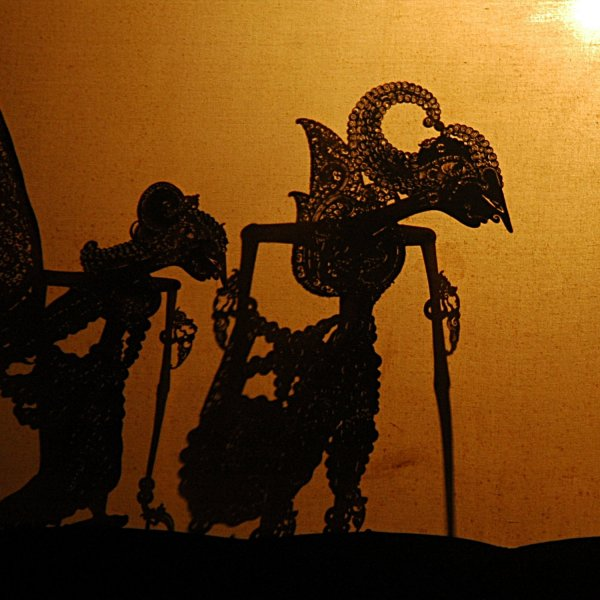
Una performance di Wayang Kulit

Il Wayang Kulit viene rappresentato tramite delle figure intagliate nella pelle di bufalo di poco spessore (da 5 mm in media al centimetro e mezzo) finemente lavorate: gli arti superiori sono mobili, mentre la testa è saldamente fissata al busto. Il movimento della marionetta è garantito da tre asticelle, fissate rispettivamente ai due arti superiori e alla base della figura. Sebbene la tradizione occidentale consideri la marionetta mossa dall'alto con i fili e i burattini dal basso, le figure del Wayang Kulit sono delle marionette: sono infatti a figura intera, a differenza del burattino che viene calzato come un guanto.
Le figure sono mosse dietro ad uno schermo di cotone, e le ombre delle stesse erano originariamente ivi proiettate grazie all'ausilio di lampade ad olio: oggigiorno, moderne fonti di illuminazione garantiscono l'esecuzione dello spettacolo. Il marionettista è chiamato dalang e si occupa del movimento scenico: l'azione è accompagnata da un'orchestra di strumenti a percussione, detta gamelan. Da notare è il fatto che, nonostante le figure agiscano come ombre, sono comunque finemente e riccamente dipinte: è da ricordare che, anticamente, mentre per le donne era consuetudine assistere alla proiezione delle ombre, gli uomini non di rado guardavano lo spettacolo dall'altra parte dello schermo di cotone, ossia senza la proiezione sullo stesso delle ombre delle figure.
La durata dello spettacolo è lunga: la rappresentazione inizia la sera per protrarsi fino all'alba, permettendo così esecuzioni della durata anche di nove ore consecutive. I personaggi sono moltissimi e le storie rappresentate derivano dall'epica indiana, e precisamente dai due cicli classici del Mahābhārata e del Rāmāyaṇa. Oltre a questi esiste il ciclo Panji, di origine giavanese e le storie di Amir Hamzah, leggendario re arabo.
Le occasioni di rappresentazione erano molteplici: dai riti di passaggio alla maturità fino ai giorni di festa, matrimoni e festività religiose.